# Кугунур (Татарстан)
Кугуну́р (тат. Куныр) — село в Балтасинском районе Республики Татарстан, административный центр Кугунурского  сельского поселения.

## География
Село находится на реке Кугуборка, в 36 км к северу от районного центра — посёлка городского типа Балтаси.

## Название
Происходит от типично марийского языка от "Кугу — великий, большой", в некоторых названиях основной составной частью является слово "нур", что марийском языке это обозначает «поле, вырубка, земля, участок, голое поле, безлесное пространство ».

## История
Село известно с 1619 года.
В XVIII – первой половине XIX века жители относились к категории государственных крестьян. Основные занятия жителей в этот период – земледелие и скотоводство.
В «Списке населенных мест по сведениям 1859—1873 годов», изданном в 1876 году, населённый пункт упомянут как казённая деревня Кугунур 3-го стана Малмыжского уезда Вятской губернии. Располагалась при речке Кугуборке, в 30 верстах от уездного города Малмыжа и в 12 верстах от становой квартиры в казённом селе Цыпья. В деревне, в 100 дворах жили 777 человек (375 мужчин и 402 женщины), были 2 мечети: первая построена в 1844 году; вторая – в 1855 году.
В 1914 году возведено здание медресе. Земельный надел сельской общины составлял 1914,2 десятины.
До 1920 года село входило в Арборскую волость Вятской губернии. С 1920 года в составе Арского кантона ТАССР. С 10 августа 1930 года в Тюнтерском, с 4 августа 1938 года в Ципьинском, с 16 июля 1958 года в Балтасинском, с 1 февраля 1963 года в Арском, с 12 января 1965 года в Балтасинском районах.
В 1931 году был организован колхоз «Кызыл теряк».

## Население
| 1859 | 1884 | 1905 | 1920 | 1926 | 1938 | 1958 | 1970 | 1979 | 1989 | 2002 | 2010 | 2015 |
| ---- | ---- | ---- | ---- | ---- | ---- | ---- | ---- | ---- | ---- | ---- | ---- | ---- |
| 777  | 1104 | 1236 | 1868 | 1724 | 305  | 811  | 832  | 819  | 770  | 854  | 869  | 843  |

Национальный состав села — татары.

## Экономика
Жители работают в ООО «Якты юл» (с 2005 г.), занимаются полеводством, молочным скотоводством.

## Инфраструктура
В селе действуют средняя школа (с 1919 г. как начальная), дом культуры (1960 год), библиотека (1935 год, с 1923 года – изба-читальня), детский сад (1975 год), фельдшерско-акушерский пункт (1944 год).

## Религия
Мечеть (1992 год).

## Известные люди
- Х. И. Ибрагимов (1912–1975) – подполковник, Герой Советского Союза